# Ашагы-Маралян
Ашагы-Маралян, также Ашагы-Маралйан (азерб. Aşağı Maralyan) — село в Джебраильском районе Азербайджана, расположенное на левом берегу реки Аракс в 28 км к юго-востоку от города Джебраил.

## Этимология
Согласно «Энциклопедическому словарю топонимов Азербайджана», название села, по данным некоторых исследователей, происходит от слова «маралуйлулар», означающего выходцев из села Маралуй в Иранском Азербайджана, которые, мигрировав на север в начале XIX века, обосновались здесь. Первый же компонент «Ашагы» (Нижний) означает географическое расположение села.

## История
В годы Российской империи село Маральян, состоявшее из сёл Ашагы-Маралян и Юхары-Маралян, входило в состав Джебраильского уезда Елизаветпольской губернии. По данным «Свода статистических данных о населении Закавказского края, извлеченных из посемейных списков 1886 года» в селе Маралиан Маралианского сельского округа было 97 дымов и проживали 405 азербайджанцев (указаны как «татары»), которые были шиитами по вероисповеданию и крестьянами.
В советские годы село входило в состав Кархурлинского сельсовета Джебраильского района Азербайджанской ССР. В результате Первой карабахской войны в августе 1993 года перешло под контроль непризнанной Нагорно-Карабахской Республики.
Вечером 3 октября 2020 года президент Азербайджана Ильхам Алиев заявил, что азербайджанская армия заняла сёла Талыш в Тертерском, Мехдили, Чахырлы, Ашагы-Маралян, Шейбей, Куйджак в Джебраильском и Ашагы-Абдурахманлы в Физулинском районах Азербайджана. Ночью Министерство обороны Азербайджана официально подтвердило взятие данных сёл вооружёнными силами Азербайджана.

## Население
В 1976 году в селе проживало 958 человека.

## Экономика
Население села занималось животноводством, возделыванием пшеницы, хлопководством и шелководством.

## Культура
В селе были расположены средняя школа, клуб, библиотека, медицинский пункт и киноустановка. Также уроженцем села является азербайджанский ашуг-женщина Ашуг-Пери.